# Banka humanog mlijeka
Banka humanog mlijeka je ustanova u kojoj se pohranjuje, obrađuje i testira humano mlijeko koje majke izdoje za svoje dijete ili koje žene daruju banci kako bi ga mogla iskoristiti djeca kojoj je potrebno. Optimalna prehrana za novorođenčad i dojenčad je majčino mlijeko.

## Dobrobiti majčinog/humanog mlijeka
Zaštitna uloga majčinog mlijeka osobito je važna u prehrani vrlo male i nezrele nedonoščadi ispod 1.5kg i dobi manje od 32 tjedna, tada dojenje dokazano poboljšava zdravstvene ishode i štiti od pojave nekrotizirajućeg enterokolitisa, kasne sepse, bronhopulmonalne displazije i retinopatije nedonoščeta. Humano mlijeko idealan je izvor hranjivih tvari. Znatno smanjuje pojavnost crijevnih infekcija te obnavlja sluznicu crijeva u slučaju da do infekcije ipak dođe. Usto pomaže u sazrijevanju crijevnog tkiva, suzbija infekcije i potiče razvoj mozga. Ako majka ne može dojiti, tada je prema SZO najbolji izbor darovano mlijeko druge majke.  
U osiguravanju takvog mlijeka glavnu ulogu ima Banka mlijeka koja neonatalne jedinice intenzivnog liječenja opskrbljuje sigurnim, pasteriziranim doniranim mlijekom. 

## Povijest
Podrijetlo doniranja humanog mlijeka može se pratiti u daljoj prošlosti, kada su djecu koju majke nisu dojile, dojile prijateljice, rodice i druge žene. Već u Hamurabijevom zakoniku (18. st. pr. Kr.) navodi se detaljan popis kriterija koja mora zadovoljiti zamjenska dojilja. Kriteriji se navode i kasnije u različitim tekstovima kroz stoljeća, naime tada se smatralo da djeca nasljeđuju tjelesne, mentalne i emocionalne osobine od žene koja ih je dojila, pa se odabir zamjenske dojilje smatrao izuzetno važnim.  
Od 11. stoljeća, djecu europske aristokracije hranile su svojim mlijekom isključivo zamjenske dojilje jer se dojenje smatralo nepristojnim i neprimjerenom radnjom za visoke društvene slojeve. Takav stav se zadržao do 18. stoljeća, a tijekom tog razdoblja, zanimanje zamjenske dojilje bilo je u financijskom smislu najisplativiji posao za žene na području današnje Europe. Dok su hranile tuđu djecu za novac svojim mlijekom, njihova djeca su često bila hranjena mlijekom drugih životinja.
Popularnost hranjenja djece mlijekom zamjenskih dojilja počela je opadati tijekom 19. stoljeća. Početkom 20. stoljeća je Theodor Escherich s katedre za pedijatriju na Sveučilištu u Beču proveo istraživanja koja su dokazala da su crijevne bakterije dojene dojenčadi bile značajno različite nego u dojenčadi hranjene na druge načine. Njegovi napori rezultirali su izgradnjom Carskog instituta za majku i njegu dojenčadi te otvaranju prve banke humanog mlijeka u Beču 1909. godine.

## Banke humanog mlijeka u Europi i svijetu
U Europi je u ovom trenutku aktivno 280 banaka humanog mlijeka, a najviše ih je u Italiji, 39.
Europska udruga banaka mlijeka (EMBA) službeno je osnovana 15. listopada 2010. Udruga ima sjedište u Milanu u Italiji, a njene članice su banke mlijeka, udruge banaka mlijeka i pojedinci i pojedinke. Europska udruga banaka mlijeka je neprofitna organizacija osnovana radi promicanja darivanja humanog mlijeka u Europi i poticanja međunarodne suradnje između banaka humanog mlijeka u zemljama Europe. 
Procjena je da u 2021. postoji oko 750 banaka humanog mlijeka u 66 zemalja svijeta. Njihov broj raste kako raste i broj dokaza o važnosti prehrane novorođenčadi, osobito one prijevremeno rođene i/ili male rodne mase, majčinim mlijekom ili izdojenim mlijekom druge žene.

## Banka humanog mlijeka u Hrvatskoj
Svake se godine u Hrvatskoj prerano rodi više od 2.000 djece, a 400 ih treba intenzivnu skrb. Manje od polovine majki koje prijevremeno rode može dojiti.  
Prva Banka humanog mlijeka u Hrvatskoj je otvorena 15. studenoga 2019. godine i djeluje u okviru Banke tkiva i stanica KBC Zagreb. Banka humanog mlijeka djeluje na adresi Petrova 13 u Zagrebu. U okviru banke ustrojen je i Odjel za promidžbu dojenja. Riječ je o projektu koji je ostvaren kao rezultat suradnje Ministarstva zdravstva RH i Ureda UNICEF-a u Hrvatskoj. 
S radom je počela u siječnju 2020., nakon što je nadležno tijelo izdalo odobrenje za rad prema Zakonu o primjeni ljudskih tkiva i stanica.

## Neprofitni status banaka humanog mlijeka
Banke mlijeka u Europi imaju neprofitni status, majke darivateljice za darovano mlijeko ne dobivaju novčanu nagradu, a djeca koja mlijeko primaju, isto dobivaju preko zdravstvene uputnice, prema unaprijed zadanim kriterijima. Neprofitnost rada banaka osigurava da će mlijeko dobivati ona djeca kojoj je najpotrebnije, da će mlijeko biti ispravno te da darivateljica mlijeka neće, zbog financijske koristi, lišavati vlastito dijete najboljeg načina prehrane, kao što se događalo u prošlosti.

## Uvjeti za darivateljice
Banke humanog mlijeka pridržavaju se strogih standarda probira i testiranja darivateljica te testiranja i obrade darovanog humanog mlijeka. Zamrznuto darovano mlijeko koje stigne u banku, prvo se otapa, zatim mu se analizira sastav hranjivih tvari, uzima bakterijske kulture, miješa ga se i utače u bočice koje se zatvaraju aluminijskim folijama i plastičnim čepom. Zatim se pasterizira na 62,5 °C/30 minuta u automatskom pasterizatoru. Pasterizirano mlijeko naglo se hladi, a zatim zamrzava na -20 °C i pohranjuje do upotrebe. U Banci Humanog mlijeka u Zagrebu tako zamrznuto mlijeko se čuva do šest mjeseci.
Banka mlijeka osigurava najvišu razinu sigurnosti mlijeka za djecu koje će ga koristiti. Većina zdravih majki može darivati mlijeko, no postoje neki razlozi koji ih u tome mogu spriječiti. Za darivanje mlijeka u Banci humanog mlijeka u Hrvatskoj nisu pogodne majke koje (su):
- pozitivne na HIV, Hepatitis B, Hepatitis C ili sifilis ili je njihov partner u riziku od zaraze HIV-om,
- puše ili koriste nikotinske pripravke,
- piju napitke bogate kofeinom,
- redovito piju više od dvije čaše alkohola dnevno,
- koriste droge,
- primile organ, tkivo ili transfuziju krvi u zadnjih četiri mjeseca.

Banka će od potencijalne darovateljice tražiti uzorak krvi za testiranje na hepatitis B i C, HIV i sifilis, te ovisno o epidemiološkim okolnostima, testirati darovateljicu na još neke uzročnike zaraznih bolesti. 

## Kome je namijenjeno mlijeko iz Banke mlijeka
Darovano humano mlijeko daje se djeci čije majke ne proizvode dovoljno mlijeka. Do toga može doći iz raznih razloga: 
- majci mlijeko kasni zbog okolnosti poroda ili trudnoće, uključujući prerani porod,
- majka ne proizvodi dovoljno mlijeka za svoje dijete ili svoju djecu (npr. blizanci ili trojke),
- stres ometa proizvodnju mlijeka, npr. majka hospitaliziranog djeteta ne može držati ili izravno dojiti svoje dijete,
- majci su potrebni lijekovi koji bi kroz njezino mlijeko mogli naštetiti njezinu djetetu,
- majka ima bolest zbog koje ne smije dojiti.[1]